# Deulgaon Raja
Deulgaon Raja (o Deolgaonraja) è una città dell'India di 24.372 abitanti, situata nel distretto di Buldhana, nello stato federato del Maharashtra. In base al numero di abitanti la città rientra nella classe III (da 20.000 a 49.999 persone).

## Geografia fisica
La città è situata a 20° 1' 0 N e 76° 1' 60 E e ha un'altitudine di 553 m s.l.m..

## Società

### Evoluzione demografica
Al censimento del 2001 la popolazione di Deulgaon Raja assommava a 24.372 persone, delle quali 12.634 maschi e 11.738 femmine. I bambini di età inferiore o uguale ai sei anni assommavano a 3.469, dei quali 1.868 maschi e 1.601 femmine. Infine, coloro che erano in grado di saper almeno leggere e scrivere erano 17.330, dei quali 9.954 maschi e 7.376 femmine.